# ميركوري أطلس 10
ميركوري أطلس 10 (إم إيه 10) هي مهمة فضائية مأهولة مبكرًا جرى إلغائها، كادت تصبح آخر رحلة في برنامج ميركوري التابع لناسا. كان من المخطط أن تستمر المهمة لمدة ثلاثة أيام، بعد أن تنطلق في أواخر عام 1963؛ بقيادة آلان شيبرد، أحد رواد الفضاء المخضرمين في مهمة ميركوري ريدستون 3 دون المدارية في عام 1961. مع ذلك، أُلغيت المهمة بعد نجاح مهمة ميركوري أطلس 9 التي استمرت يومًا واحدًا في مايو 1963، للسماح لناسا بتركيز جهودها على برنامج مركبة جمناي الأكثر تقدمًا التي ستحمل رجلين على متنها.

## التخطيط
بدأ الجدول الزمني لمهمة إم إيه 10 في وقت مبكر من منتصف عام 1961، قبل إطلاق أول رحلة مدارية. كان من المقرر أن تكون رحلةً مدارية ليوم واحد، باستخدام المركبة الفضائية رقم 15 وصاروخ أطلس الداعم 144 دي. نُقلت المركبة الفضائية رقم 15 إيه - التي عُدلت بشكل كبير بحلول ذلك الوقت - إلى كيب كانافيرال في 16 نوفمبر 1962، وأعيد ترقيمها إلى 15 بي في يناير 1963، وجُهزت لاستخدمها كمركبة فضائية احتياطية لـ إم إيه 9؛ بحلول هذه المرحلة، لم تكن ناسا ملتزمة بإطلاق رحلة مدارية خامسة.
بعد فترة وجيزة من رحلة ميركوري أطلس 8 في أكتوبر 1962، تكهن بعض المعلقين بإمكانية إطلاق إم إيه 10 «كمهمة مزدوجة». في هذا النهج، كان سيتم إطلاق إم إيه 10 مع مهمة إم إيه 11 الجديدة، التي ستستخدم الكبسولة الاحتياطية لـ إم إيه 10، في موعدي إطلاق متقاربين، ليحلقا في مهمة منسقة بشكل غير كامل، على غرار المهمتين السوفيتيين فوستوك 3 وفوستوك 4.
بينما كان من المقرر أن تكون مهمة إم إيه 10 رحلة اسمية ليوم واحد في أواخر عام 1962، توقعت الخطة المؤقتة أن تستمر المهمة لنحو ثلاثة أيام اعتبارًا من أوائل عام 1963. كان من المُخطط أن يقود آلان شيبرد المهمة، الطيار الاحتياطي لمهمة إم إيه 9، والطيار السابق لمركبة ميركوري ريدستون 3 دون المدارية في عام 1961. في إشارة إلى مركبته الفضائية السابقة، أطلق شيبرد على مركبة 15 بي اسم «فريدوم 7 الثانية».
كانت ستُجري المهمة تجربة اتصالات أثناء الدخول بالغلاف الجوي، التي تضمنت حقن الماء في غلاف البلازما المحيط بالمركبة الفضائية أثناء الدخول في الغلاف الجوي، على أمل أن يؤدي ذلك إلى تخفيف كثافة الغلاف بدرجة كافية للسماح بالاتصالات الراديوية؛ أُجريت هذه التجربة لاحقًا خلال مهمة جمناي 3.
لم يُحدد رائد الفضاء الاحتياطي لشيبارد بشكل واضح، ولكن كان غوردون كوبر الخيار المُرجح، لأنه كان رائد الفضاء الآخر الوحيد الذي لم يغادر البرنامج بالكامل بحلول منتصف عام 1963 أو ينتقل إلى برنامج جمناي.

## إلغاء المهمة

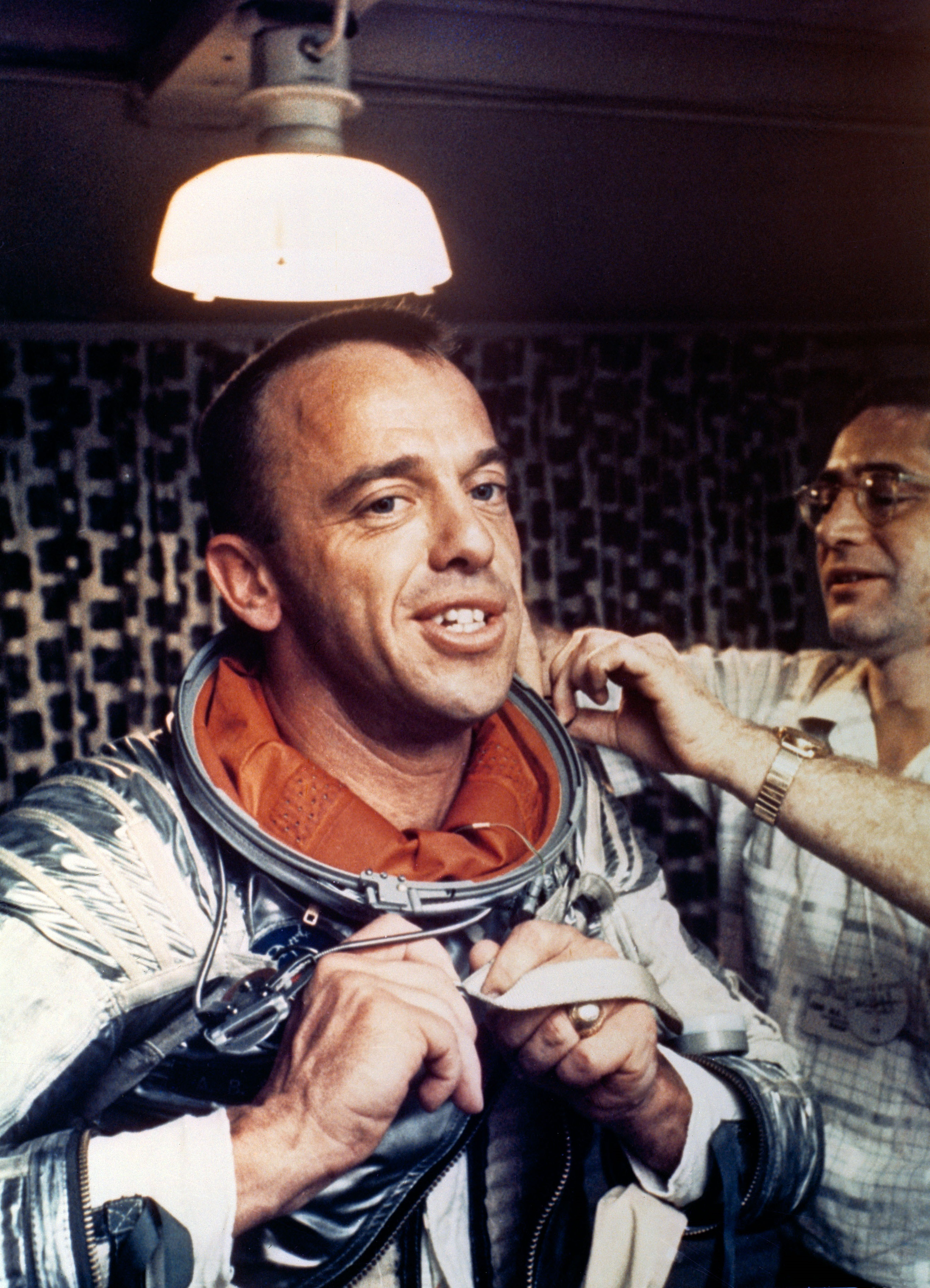
يتلقى رائد الفضاء آلان بي شيبرد المساعدة في إزالة بدلته الفضائية أثناء وجوده على متن شامبلين بالولايات المتحدة بعد استعادة كبسولة عطارد الخاصة به.

بحلول أبريل، بدأت ناسا بالإشارة إلى إم إيه 9 على أنها «ذروة» البرنامج، وأعلنت في 11 مايو أنه «لا شك على الإطلاق» في أن نجاح إم إيه 9 سيعني عدم إطلاق إم إيه 10. خلال المؤتمر الصحفي بعد رحلة إم إيه 9 في 19 مايو، سُئل روبرت سي سيمانز عن إمكانية إطلاق رحلة مدارية خامسة، وأجاب أن ذلك «غير مرجح إلى حد كبير». تجنب الرئيس كينيدي الإجابة على نفس السؤال بعد ثلاثة أيام، قائلًا إن القرار يعود لناسا.
ناقش اجتماع عُقد في 6 و7 يونيو إمكانية إطلاق مهمة إم إيه 10 أو ربما مهمات أخرى. كانت الحجة الرئيسية التي طُرحت هي أن هذه المهمات ستوفر معلومات قابلة للاستخدام خلال مهمات جمناي وأبولو دون الحاجة إلى قدر كبير من الاستثمار؛ إذ كانت المركبات الفضائية ومركبات الإطلاق متاحة وجاهزة تقريبًا للانطلاق. جاء الضغط أيضًا من مجموعة أكثر ارتباطًا بالموضوع بشكل مباشر؛ إذ ضغط «رواد فضاء ميركوري السبعة» على مسؤولي ناسا والرئيس نفسه لإطلاق مهمة ميركوري سابعة.